# Orlando Magic 2015-2016
La stagione 2015-16 degli Orlando Magic fu la 27ª nella NBA per la franchigia.
Gli Orlando Magic arrivarono quinti nella Southeast Division della Eastern Conference con un record di 35-47, non qualificandosi per i play-off.

## Roster
| N° | Naz.                   | Ruolo | Sportivo         | Anno | Alt. | Peso |
| -- | ---------------------- | ----- | ---------------- | ---- | ---- | ---- |
| 00 | Stati Uniti (bandiera) | A     | Aaron Gordon     | 1995 | 206  | 102  |
| 3  | Stati Uniti (bandiera) | C     | Dewayne Dedmon   | 1989 | 213  | 116  |
| 4  | Stati Uniti (bandiera) | G     | Elfrid Payton    | 1994 | 193  | 84   |
| 5  | Stati Uniti (bandiera) | G     | Victor Oladipo   | 1992 | 196  | 97   |
| 7  | Turchia (bandiera)     | A     | Ersan İlyasova   | 1987 | 208  | 107  |
| 8  | Stati Uniti (bandiera) | AC    | Channing Frye    | 1983 | 211  | 112  |
| 9  | Montenegro (bandiera)  | C     | Nikola Vučević   | 1990 | 208  | 109  |
| 10 | Francia (bandiera)     | G     | Evan Fournier    | 1992 | 201  | 93   |
| 11 | Stati Uniti (bandiera) | G     | Devyn Marble     | 1992 | 198  | 91   |
| 12 | Stati Uniti (bandiera) | A     | Tobias Harris    | 1992 | 203  | 102  |
| 13 | Stati Uniti (bandiera) | G     | Shabazz Napier   | 1991 | 185  | 79   |
| 14 | Stati Uniti (bandiera) | C     | Jason Smith      | 1986 | 213  | 111  |
| 15 | Stati Uniti (bandiera) | G     | Keith Appling    | 1992 | 185  | 84   |
| 23 | Croazia (bandiera)     | A     | Mario Hezonja    | 1995 | 203  | 98   |
| 32 | Stati Uniti (bandiera) | G     | C.J. Watson      | 1984 | 188  | 79   |
| 44 | Canada (bandiera)      | A     | Andrew Nicholson | 1989 | 206  | 116  |
| 55 | Stati Uniti (bandiera) | G     | Brandon Jennings | 1989 | 185  | 77   |

## Staff tecnico
- Allenatore: Scott Skiles
- Vice-allenatori: Adrian Griffin, Monte Mathis, Mario Elie, Conner Henry
- Vice-allenatori per lo sviluppo dei giocatori: Laron Profit, Jay Hernandez
- Preparatore atletico: Keon Weise